# Zemljepisna dolžina
Zemljepísna dolžína (tudi geográfska dolžína in redko (geografska) longituda), z oznako λ, opisuje lego kraja na Zemlji zahodno ali vzhodno od izhodiščnega greenwiški (glavnega) ali ničelnega poldnevnika (tudi meridian). Zemljepisna dolžina se meri v stopinjah od 0° (Greenwich) do +180° na vzhodni polobli, od 0° do -180° na zahodni polobli, in je ena od dveh sfernih koordinat v geografskem koordinatnem sistemu.

## Zgodovina
Grški astronom in matematik Hiparh (ca. 190-120 pr. n. št.) je prvič razdelil Zemljo v smeri vzhod-zahod na 360 stopinj.
Evropski pomorski referenčni sistem dolžin je bil dolgo časa v neskladju. Od 2. do 19. stoletja je bil Fero poldnevnik, ki ga je ustanovil Ptolemaj in se nanaša na zahodni Kanarski otok El Hierro (17 ° 40 'Z), dominanten.
Odvisno od naroda, so usklajevali mrežo glede na ničelni poldnevnik v Londonu, Parizu in Sankt Peterburgu. Šele na mednarodni konferenci Meridian, v Washingtonu leta 1884, je bil za cel svet določen Greenwich pri Londonu, deloma zato, ker so britanske karte uporabljali po vsem svetu. 

## Opredelitev
Zemljepisna dolžina je kot, ki nastane med ničelnim poldnevnikom (0 °) do 180 ° na vzhodu in 180 ° proti zahodu. Vrh tega kota je središče imaginarnega sveta, krak gre iz središča skozi ničelni poldnevnik in poldnevnik, na katerem se nahaja točka, bi morala dati dolžino.
Kraji z isto dolžino ležijo na enem poldnevniku. Poldnevnik teče od enega do drugega tečaja, kar je polovica poldnevnika.
Če želite ugotoviti točko na površini Zemlje - pokazati njeno zemljepisno dolžino - je treba navesti tudi njeno zemljepisno širino kot drugo koordinato.

## Način zapisovanja
Namesto znaka (tradicionalno + vzhod -zahod) je dovoljeno tudi E ali W. Okrajšava E za vzhod (iz angleščine east) na primer, z ustrezno navtično in letalsko navigacijo DIN 13312, zaradi izogibanja napakam zaradi zmede 'O' z '0' in s francosko kratico za zahod (ouest).
Zlasti na področju pomorstva, so dolžine 3 številke pred decimalno vejico. Tako je razlikovanje širine jasno poudarjena. Primer: 010,43 °E.
Primeri:
- Ljubljana: 14°30′E
- Berlin: 13° 19′ Ost
- Funchal: -016° 55,2′
- Tokio: : 139° 45′ 59′′ E
- San Francisco: 122,4192° W
- Satelit Astra 1 čez ekvator: 19° 12' E